# 8ball Music
8ball Music is een Nederlands muzieklabel dat zich toelegt op nieuwe artiesten en marketing via internet.
Het label werd op 1 september 2006 opgericht als een samenwerking tussen Talpa Music en Sony BMG. Tony van de Berkt, zoon van voormalig radio-dj en president van Talpa Music Anton van de Berkt werd in 2006 de general manager. Robin van Beek, voormalig drummer bij Guus Meeuwis & Vagant en oud-manager bij EMI Music, werd marketingmanager.
Bekende artiesten die zich hebben aangesloten bij dit muzieklabel zijn DI-RECT, Miss Montreal, Davina Michelle, Dotan en Rolf Sanchez. Daarnaast is 8ball Music dankzij de oorsprong bij Talpa het officiële muzieklabel van het televisieprogramma The voice of Holland, waardoor onder anderen Ben Saunders en Maan een contract sloten met het label.